# Tengger (Chine)
Pour les articles homonymes, voir Tengger.
Le désert de Tengger (mongol cyrillique : Тэнгэр элс, translittération : Tenger els ; chinois : 腾格里沙漠 ; pinyin : ténggélǐ shāmò ; litt. « Désert du Tengri ») couvre une étendue de 36 700 km2, pour sa plus grande partie sur le territoire de la ligue d'Alxa dans la région autonome de Mongolie-Intérieure en Chine.
Ce désert tire son nom du Tengri (ciel en mongol), divinité principale du tengrisme pratiqué par les turco-mongols.
Dans ce grand désert de sable doré s'élève une dune haute de plusieurs dizaines de mètres qui offre une caractéristique assez spéciale : sous l'effet de certains vents ou déplacements humains, la dune produit une résonance semblable à un son de cloche.
La station de recherche expérimentale de Shapotou étudie la progression et les méthodes de stabilisation des dunes de sable. Les zones stabilisées dans les années 1950 sont utilisées pour la culture fruitière et vinicole.

## Illustrations

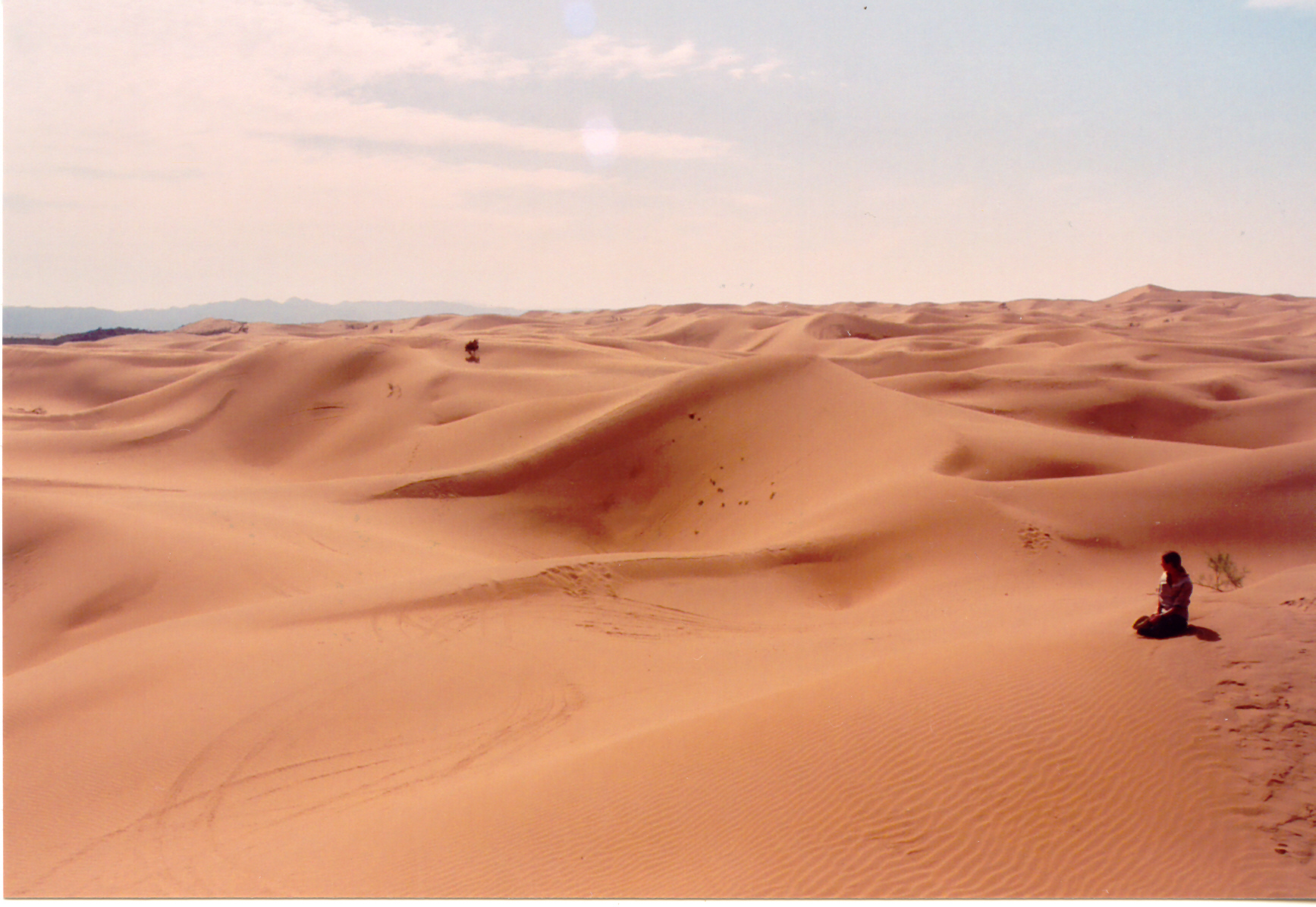
Le sud du Tengger, à Tengger Shamo, novembre 2007
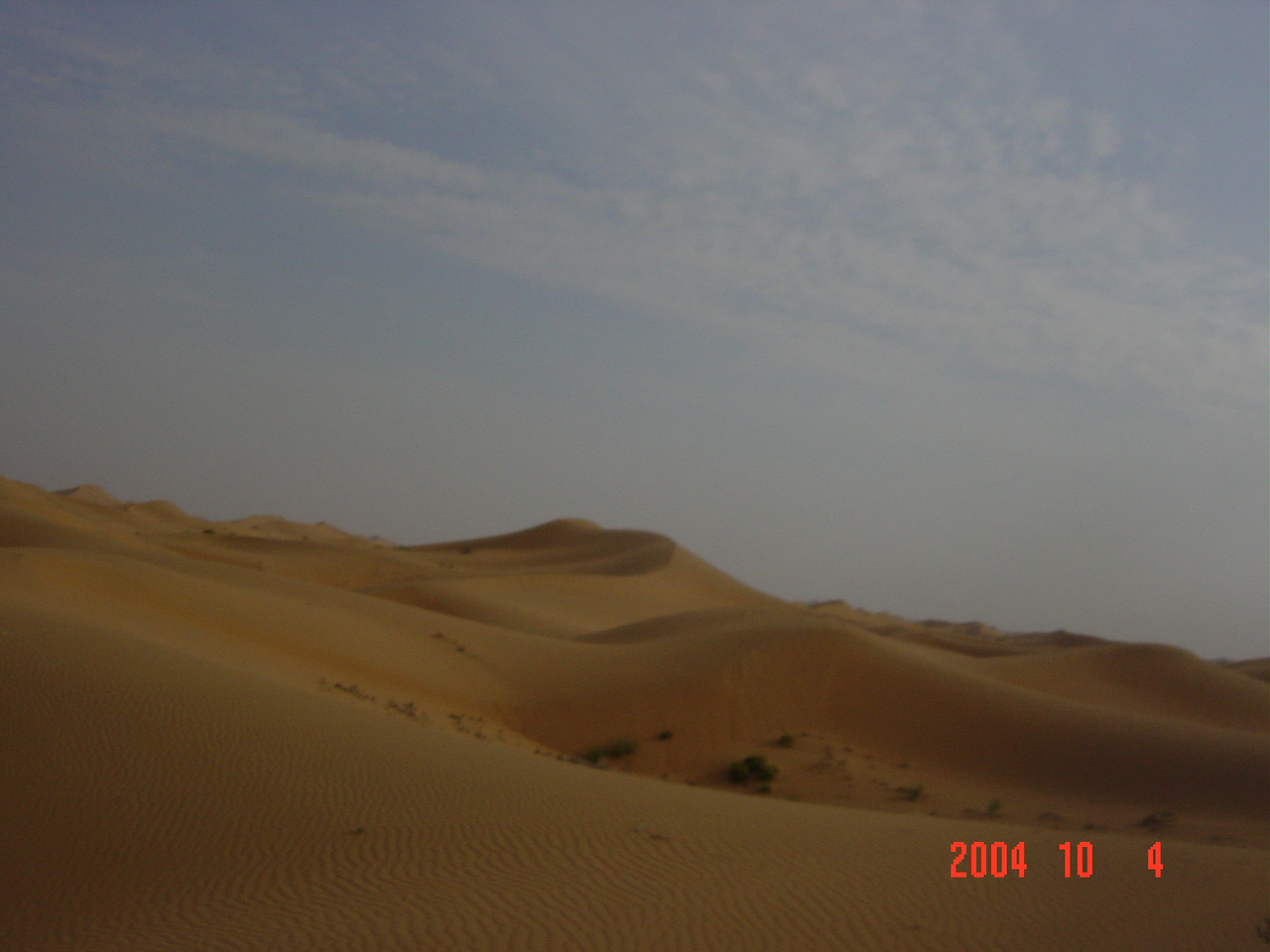
Une autre vue du désert en 2004
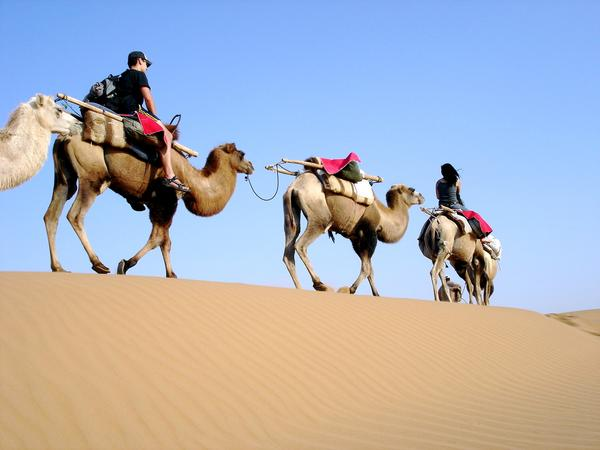
Caravane de chameaux (Pékin - Ningxia, août 2005)
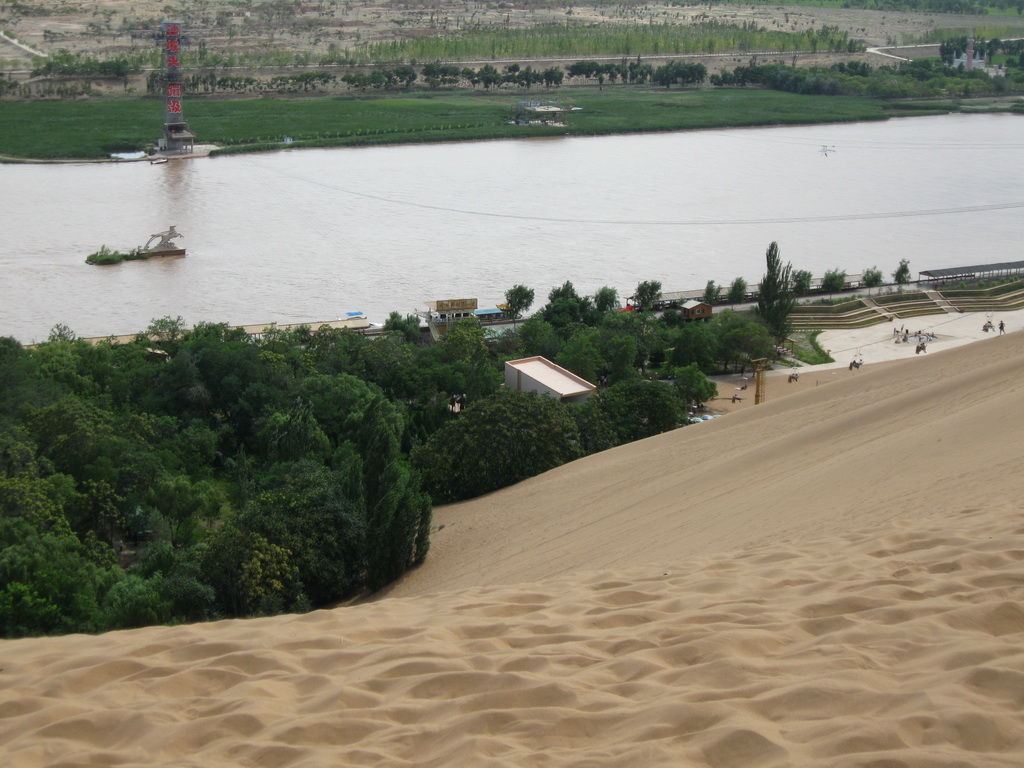
Le fleuve Jaune dans le district de Shapotou en bordure du désert en 2016

### Préhistoire et Histoire
- Culture de Qijia